# Monte Mashu
El Monte Mashu es una montaña mítica por donde nacía el sol, que es mencionada en la epopeya de Gilgamesh. Este Monte era uno de los recorridos para llegar a Dilmún, el "país de los dioses". El héroe Gilgamesh, tras vagar por estepas y montañas, se dirigió al Monte Mashu; para interrogar a su antepasado Utnapishtim, del como obtuvo la inmortalidad. En el Monte se encontraba un sendero de doce leguas, por donde viajaba el sol. Al final del sendero se encontraba el "árbol de los dioses", el cual producía frutos de rica pedrería (una especie de paraíso terrenal). Más allá del árbol se encontraba la residencia de Siduri, la tabernera, y el mar (probablemente el golfo pérsico) que daba hacia las "aguas de la muerte", por donde se llegaba a Dilmún.

## Los Guardianes de las Puertas del Sol
El Monte Mashu era resguardado por dos "hombres-escorpiones" estos eran "los guardianes del sol naciente y del sol poniente; sus cabezas rozan las bases de los cielos, sus pechos tocan los infiernos; son los guardianes de las puertas del sol". Estos seres fabulosos, uno macho y otro hembra, inspiraban terror en aquellos quienes osaban mirarlos y "su sola contemplación acarrea la muerte". Eran quienes abrían las puertas del sol, que daba entrada al sendero que recorría el sol a través de la montaña.

## Importancia del Monte Mashu en la epopeya de Gilgamesh
Hay autores que identifican la epopeya de Gilgamesh un mito solar y ven referido esto en su travesía por la ruta del sol. Pues "Jamás ningún mortal, oh Gilgamesh, lo ha conseguido; nadie ha viajado nunca por el sendero que se adentra doce leguas en la montaña". Por lo que daría a entender que Gilgamesh se ha convertido en una deidad solar.

## Lugar Geográfico
Esta montaña, por su descripción en el mito, puede ser ubicada en el oriente de Mesopotamia. Aunque según unos autores podría encontrarse en algún lugar de Arabia (en Djebel Sammar). Para P.Jensen, se encuentra en el Líbano.